# Coptotettix rupticosta
Coptotettix rupticosta är en insektsart som beskrevs av Zheng, Z. och X. Ou 2004. Coptotettix rupticosta ingår i släktet Coptotettix och familjen torngräshoppor. Inga underarter finns listade i Catalogue of Life.